# Verbandsgemeinde Edenkoben
Verbandsgemeinde Edenkoben (niem. Verbandsgemeinde Edenkoben) – gmina związkowa w Niemczech, w kraju związkowym Nadrenia-Palatynat, w powiecie Südliche Weinstraße. Siedziba gminy związkowej znajduje się w mieście Edenkoben.
1 lipca 2014 do gminy związkowej przyłączono gminy wchodzące w skład gminy związkowej Maikammer.
8 czerwca 2015 Trybunał Konstytucyjny Nadrenii-Palatynatu uznał przyłączenie Verbandsgemeinde Maikammer do Verbandsgemeinde Edenkoben z dnia 1 lipca 2014 za sprzeczne z konstytucją i gminy te ponownie występują osobno.

## Podział administracyjny
Gmina związkowa zrzeszała 16 gmin, w tym jedną gminę miejską (Stadt):
1. Altdorf
2. Böbingen
3. Burrweiler
4. Edenkoben
5. Edesheim
6. Flemlingen
7. Freimersheim (Pfalz)
8. Gleisweiler
9. Gommersheim
10. Großfischlingen
11. Hainfeld
12. Kleinfischlingen
13. Rhodt unter Rietburg
14. Roschbach
15. Venningen
16. Weyher in der Pfalz